# Lista över tyska lastbilstillverkare
Det här är en lista över tyska lastbilstillverkare:
- Adler, 1900–1945
- AEG, 1903–1905, 1914–1946, 1950–1953
- Afa, 1918–1936
- Audi, 1909–1945
- Auto Union (se Wanderer, DKW, Horch, Audi)
- Benz, ?–1908–1926, numera Mercedes-Benz
- Berga, 1936
- Bergmann, Bergmann-Metallurgique, 1909–1941, 1949–1952
- Beuchelt, 1925–1926, 1936
- Bleichert, 1923–1962
- BMW, 1928–?
- Bob, 1932–1941
- Borgward, 1924–1961
- Brennabor, 1907–1933
- Breuer, 1938
- Bully, 1933
- Büssing-NAG, 1931–1950
- Butz, 1934
- Citroën, 1927–1935
- Cottbus
- Daimler-Benz (Mercedes-Benz), 1926–fortfarande
- Demag, 1937–1944
- Deuliewag, 1936–1952
- Detra, ?–1931–?, Tysk licens för Tatra-Automobile Betriebsgesellschaft m.b.H., Frankfurt am Main
- Deutz, 1918–1938
- Dick, 1925–1939
- DKW, 1928–1945, senare IFA
- Esslingen (ME), 1926–1966
- FAMO, 1935–1944
- Faun, 1919–fortfarande
- Ford (Ford-Köln), 1925–fortfarande,
- Framo, 1927–1943, 1949–1961
- Freund (Wendax), 1933–1952
- Frye, 1938
- Fuchs, 1925–1932
- Gieren, 1925–1935
- Goliath, 1929–1963
- Hagedorn , 1938
- Hamor, 1933
- Hanomag, 1905–1908, 1926–1944, ?–1958
- Hanno (Hoffmann), 1935–1950
- Hansa-Lloyd, 1913–1938, senare Borgward
- Henschel, 1925–1973
- Hercules, 1908–1928, 1932–1933
- Horch, 1899–1945
- Imperia, 1935
- Kaelble, 1908, 1916–1918, 1925–fortfarande
- Klöckner-Deutz (KHD), 1936–1945 (–1974)
- Kramer, 1936–fortfarande
- Krauss-Maffei, 1931–1955 (Krauss 1925, Maffei 1927–1931)
- Krupp Nutzfahrzeuge, 1906, 1914–1942, ?–1968
- Lanz, 1921–1954, Lanz-Eichhoff, 1937
- Luther & Heyer, 1933–1937
- Machoy, 1938
- Magirus, 1903–1936, senare Klöckner-Deutz
- MAN, 1915–fortfarande (under 1915–1917 – MAN-Saurer)
- Manderbach, 1928–1956
- Maschinenbau Lüneburg, 1933
- Mattes, 1932
- Meier, 1936
- Mercedes, ?–1908–1926, numera Mercedes-Benz
- MIAG, 1936–1954
- Michelson (Baumi), 1924–1934
- Muchow (tidigare Elite), 1930–1937
- Müller, 1939
- NAG, 1901–1934
- Neander, 1934–1939
- Normag, 1938–1950
- NSU[förtydliga], 1905–1975
- O&K, 1938
- Opel, 1907–fortfarande
- Ostner (OD), 1932–1957
- Pfingstmann, 1936
- Phänomen, 1907–1945
- Primus, 1932–1942
- Renger, 1936–1940
- Röhr, 1927–1935
- Rollfix, 1933–1935
- RWN, 1925–1933
- Sachsenberg, 1942–1943
- Schlüter, 1939–1942
- Selve, 1913–1932
- Siegel, 1933
- Siemens-Schuckert, 1928–1939
- Simson, 1911–1934
- Standard, 1933–1935 (senare Gudbrot)
- Stobernack (Motorix), 1936–1937
- Stoewer, 1898–1945
- Talbot (tidigare Goosens), 1938–1941
- Tempo, 1928–1966
- Theis, 1933
- Tornax, 1934–1936
- Trippel, 1932–1945
- VW (Volkswagen, KdF), 1936, 1939–?
- Vögele, 1929, 1940–1950
- Vomag, 1914–1944
- Voran, 1926–1934
- Wanderer, 1905–1944
- Wagner, 1936
- Weber, 1936
- Weide, 1926–1933
- Weise, 1930–1939
- Würdig, 1933–1935
- Zettelmeyer, 1936–1954
- Ziel-Abegg, 1936
- Zündapp, 1933–1935, 1957–1958